# Otto Theodor von Manteuffel

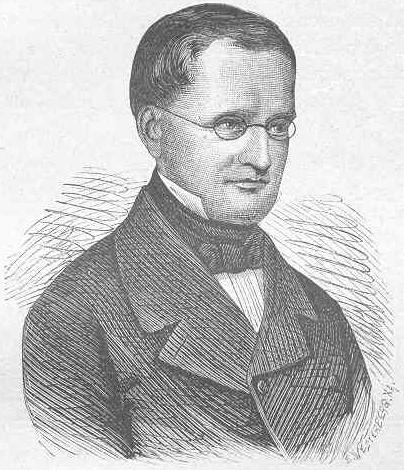
Otto Theodor von Manteuffel.

Otto Theodor von Manteuffel, född 3 februari 1805 i Lübben, död 26 november 1882 i Krossen, var en preussisk friherre och statsman. Han var kusin till Edwin von Manteuffel.
Manteuffel inträdde 8 november 1848 som inrikesminister i greve von Brandenburgs konservativa ministär och hade väsentlig del i utfärdandet av författningen av 5 december samma år liksom i dess ändring i konservativ riktning i januari 1850. I november 1850 övertog han tills vidare utrikesministerportföljen, avslöt fördraget i Olmütz, vari han helt och hållet gav efter för Österrike, samt utnämndes i december samma år definitivt till ministerpresident och utrikesminister, från vilka befattningar han avlägsnades först 6 november 1858, sedan prins Vilhelm av Preussen övertagit styrelsen som regent. 
I den inre politiken gick Manteuffels strävanden ut på att hämma utbildningen av ett konstitutionellt statsskick. I ledningen av de yttre politiska förhållandena lät han alltsedan 1853 inte obetydligt påverka sig av dåvarande preussiska sändebudet hos förbundsdagen i Frankfurt Otto von Bismarck-Schönhausen. 1859-60 tillhörde Manteuffel preussiska deputeradekammaren och hade sedan 1866 plats som livstidsledamot i herrehuset.